# Dudu Monsanto
Eduardo Monsanto, conhecido como Dudu Monsanto (Petrópolis, 3 de março de 1979) é um jornalista, apresentador e narrador esportivo brasileiro.
Trabalhou entre 2004 e 2018 na ESPN Brasil como narrador e apresentador de diversos programas da emissora. De 2019 a 2021, ele atuou como narrador na plataforma de streaming DAZN. Atualmente, ele narra no aplicativo OneFootball e do sistema de pay-per-view (PPV) do Campeonato Carioca. Também apresenta o podcast "Pontapé", na Central 3.
É autor dos livros "1981 - O ano rubro-negro" e “A virada – Milagre em Lima”, sobre o Flamengo, seu time de coração.
Também preside, desde 2016, a "Frente Azul", um grupo de gestão esportiva responsável pelo clube de futebol da sua cidade, o Serrano FC.

## Carreira
Seu bisavô foi tesoureiro do Serrano FC e seus avós se conheceram em baile promovido pelo clube. Seu primeiro jogo no estádio, com apenas três anos de idade, foi Serrano x Seleção do Kuwait, na época treinada por Carlos Alberto Parreira e em preparação para a Copa do Mundo de 1982.
É narrador desde os 16 anos de idade quando seu pai, o engenheiro Marcos Falconi, montou na lavanderia de casa uma estação de rádio para que o filho, irmãos e amigos pudessem brincar com a comunicação. Narrou seu primeiro jogo para a TV em 1999, Serrano x CFZ, no ano que a equipe de Petrópolis venceu a divisão de acesso do Rio de Janeiro.
Dudu é formado em jornalismo pela Universidade Federal de Juiz de Fora (UFJF), em 2001.
Foi apresentador da ESPN Brasil entre fevereiro de 2005, quando foi trazido por José Trajano, e dezembro de 2018. Apresentou programas como "Bola da Vez", "Sportscenter", "Bate Bola" e o "Pontapé Inicial". Pela emissora, o narrador e apresentador esteve nas coberturas dos Jogos Olímpicos de Pequim (2008), Londres (2012) e Rio de Janeiro (2016), além das Copas do Mundo da Alemanha (2006), África do Sul (2010) e Brasil (2014). Em 2020, ganhou um processo trabalhista contra a emissora.
Em 2011, lançou o livro "1981 - O ano rubro-negro", em meio às comemorações pelos 30 anos do título mundial do Flamengo.
Em 2015, fez um curso de gestão técnica na Universidade do Futebol.
Em 2019, é contratado pela DAZN para transmitir os jogos da Copa Sul-Americana, além de outras competições. Também passa a apresentar com José Trajano o podcast "Pontapé", na Central 3.
Em 2020, recebe a tarefa de escrever 16 páginas de um capítulo sobre o bicampeonato do Flamengo na Libertadores da América. As 120 páginas escritas transformaram-se em um novo livro, “A virada – Milagre em Lima”, lançado pela Panda Books. Com a ajuda da amiga Ana Paula Garcez, ele conseguiu conversar com todos os titulares do plantel que levou o Flamengo ao título, de Diego Alves a Jorge Jesus, com a exceção de apenas um: Gabriel Barbosa, o protagonista. A obra tem a ilustração de todos os gols da trajetória rubro-negra na Libertadores, sob a assinatura de Lycio Ribas, além da ficha técnica de todos os jogos disputados pelo Flamengo.
Em 2021, foi o narrador do sistema de pay-per-view (PPV) do Campeonato Carioca e também atuou em algumas partidas na TV aberta, em substituição ao titular Lucas Pereira, na TV Record. No mesmo ano, ele deixou o DAZN.